# Harmen Hals

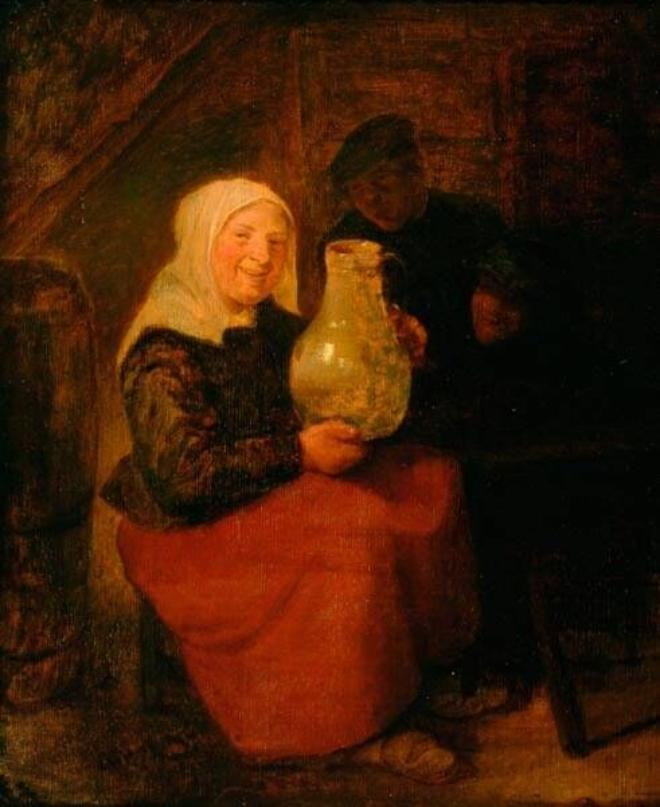
Reunió de camperols, oli sobre taula, 32 x 27 cm, Haarlem, Frans Hals Museum.

Harmen Hals (Haarlem, 1611-1669) fou un pintor barroc neerlandès.
Fill primogènit de Frans Hals i de la seva primera esposa, Anneke Harmensdr., va ser batejat el 2 de setembre de 1611. Com el seu germà Frans i els seus germanastres Johannes, Reynier i Nicolaes, es deuria haver format en el taller patern. Com els seus germans Johannes i Frans II, era bo per la música i la pintura. Consta que va formar part del gremi de Sant Lluc encara que es desconeix la data del seu ingrés. De 1642 a 1645 va residir a Vianen i va passar alguna temporada a Amsterdam, Gorinchem i Noordeloos. Va ser enterrat el 15 de febrer de 1669 en el cementiri de St. Anne de Haarlem.
Pita escenes de gènere i algun retrat. En general, es tracta d'escenes festives protagonitzades per camperols a la fonda entregats a la música i al vi amb un nombre reduït de figures de gran grandària, a l'estil d'Adriaen Brouwer i Jan Miense Molenaer.